# Nevjerni Toma (Caravaggio)
Nevjerni Toma (talijanski: Incredulità di San Tommaso) je slavno ulje na platnu talijanskog baroknog slikara Caravaggia.

## Povijest
Novozavjetni motiv „Nevjernog Tome” je bio čest motiv kršćanske umjetnosti još od kasnog 5. stoljeća, kako bi se istakla neka teološka stajališta. Naime, prema Evanđelju po Ivanu, Toma Apostol je propustio jednu od Isusovih objava poslije Uskrsnuća, te je izjavio: „Ako ne vidim tragove raspeća na njegovim rukama i ne stavim prst u njegove rane, neću povjerovati” (Ivan 20:24). Tjedan dana poslije,  Isus se pojavio i rekao Tomi da stavi prst u njegove rane. Potom je izjavio: „Ti vjeruješ jer si me vidio. Ali blago onima koji me nisu vidjeli, a vjeruju.” (Ivan 20:29)
Slika je vjerojatno povezana sa slikama Sveti Matej i Anđeo (1602.), te Žrtvovanje Izaka (1603.) jer se na sve tri nalazi isti model. Slika je pripadala Vincenzu Giustinianiju prije nego što je došla u posjed Pruske kraljevske kolekcije 1816. god. God. 2005. u Trstu je u privatnoj kolekciji otkrivena još jedna verzija čiju su autentičnost potvrdili stručnjaci kao što su Maurizio Marini, Maria Ranacher i Sir Denis Mahon. 
Ova slika je doživjela veliki uspjeh i kopirana je još za života umjetnika. Danas su poznate još tri izvorne verzije, jedna u muzeju Uffizi u Firenci, jedna u Madridu u Španjolskoj, i na kraju u Thirsku, York u Engleskoj, te još 14 kopija od 17. stoljeća do danas.

## Odlike
Slika je čvrsto koncentrirana, te oblikovana svjetlosnim obrisima četriju likova koji su blisko povezani nasuprot tamne pozadine. Blagi Isus i iznenađeni Toma se nalaze u prvom planu slike, dok Isus vodi Tominu desnu ruku u svoju ranu. Svjetlo struji u sliku s lijeve strane i najviše pada na Isusa, te njegovom isticanju pripomažu njegova blijeda put i bijela halja. Tomin položaj je ojačan njegovom crvenom haljinom i svjetlošću koja pada na njegovo rame i nadlakticu. Isusov lik suprotstavlja se Tominom grubom obliku, njegova je fizionomija uglađenija od ostatka učenika što ponovno šalje poruku njegove svetosti. Osobitost je Caravaggiova pažnja za verističke detalje, kao npr. razderan šav na Tominom ramenu, što ga razlikuje od njegovih suvremenika. Također, dok pokazuje znakove na Isusovim prsima jasno se vide njegovi prljavi nokti. Iako je ova tema bila popularna tijekom baroka i renesanse Caravaggiov je doprinos upravo u tim detaljima.